# Denysów
Denysów  (ukr. Дени́сів) – wieś na Ukrainie w rejonie tarnopolskim należącym do obwodu tarnopolskiego, położona na prawym brzegu rzeki Strypa. 
Znajdują tu się przystanki kolejowe 21 km i Stawky, położone na linii Tarnopol – Stryj.

## Historia
W II Rzeczypospolitej wieś powiecie tarnopolskim województwa tarnopolskiego.
W czasie kampanii wrześniowej stacjonowało tu dowództwo III/1 dywizjonu myśliwskiego Brygady Pościgowej oraz 111 Eskadra Myśliwska, i 112 Eskadra Myśliwska, a także 23 Eskadra Towarzysząca.  
W lutym 1944 nacjonaliści ukraińscy z OUN-UPA zamordowali tutaj 9 Polaków.